# David Wilkerson
David Ray Wilkerson (Hammond (Indiana), 19 mei 1931 - Cuney (Texas), 27 april 2011) was een Amerikaanse voorganger, evangelist en schrijver van christelijke boeken. In Nederlandstalige gebieden is hij vooral bekend als stichter van Teen Challenge  en als schrijver van het boek Het kruis in de asfaltjungle dat verfilmd werd met Pat Boone in de hoofdrol.

## Leven en werk
Wilkerson diende als predikant in een klein stadje in Pennsylvania. In 1957 viel zijn oog op een foto in Life Magazine van zeven tieners uit New York die werden verdacht van een moord. Deze foto ontroerde hem zo dat hij in februari 1958 besloot naar deze stad te gaan. In het boek The cross and the switchblade (vertaald als Het kruis in de asfaltjungle) (1962) vertelt hij over zijn eerste ontmoeting aldaar met Nicky Cruz en andere leiders van de talloze jeugdbendes. Wilkerson predikt hen dat Jezus ze liefheeft en ziet hoe tallozen, waaronder Nicky, zich tot Christus bekeren. Het boek had en heeft een grote impact en is inmiddels meer dan vijftig miljoen maal verkocht en in meer dan dertig verschillende talen vertaald. In 1970 werd het verfilmd, met Pat Boone in de rol van Wilkerson en Erik Estrada als Nicky, de leider van de gang. Uit dit werk ontstond in 1958 Teen Challenge, een organisatie bedoeld voor evangelisatie onder jongeren die zich in de daaropvolgende jaren noodgedwongen steeds meer met hulp aan heroïneverslaafden is gaan bezighouden.
In 1967 startte Wilkerson de organisatie Youth Crusades. Met deze organisatie richtte hij zich op de verkondiging van het evangelie onder de zogeheten ‘goodniks’, de jongeren uit de middenklasse die verveeld waren en een rusteloos bestaan leidden, en die Wilkerson ervoor wilde behoeden dat ze op het verkeerde pad terecht zouden komen.
In 1971 verplaatste hij het hoofdkantoor van zijn organisatie naar Lindale (Texas) en in dat jaar richtte hij World Challenge op, ook een organisatie voor wereldwijde evangelisatie maar in tegenstelling tot Teen Challenge meer algemeen van aard.
Toen hij in 1986 in New York was, kreeg hij het gevoel dat de Heilige Geest tegen hem zei dat hij terug moest keren naar deze stad en een kerk moest beginnen op Times Square. Dit deed hij en in 1987 ging de Times Square Church van start.
Naast zijn activiteiten als voorganger en evangelist heeft Wilkerson meer dan dertig boeken geschreven en was hij wereldwijd een veelgevraagd spreker. Behalve het al eerder genoemde Het kruis in de asfaltjungle behoren Het visioen (1978) en Het visioen en verder (2004) tot zijn meest spraakmakende boeken. Laatstgenoemde werken gaan over profetieën die hij van God over de zogenoemde eindtijd zou hebben ontvangen en waarin uiteen wordt gezet wat er tot aan de spoedig verwachte wederkomst van Jezus Christus voor rampen, boosaardigheid en narigheid in de wereld staan te gebeuren. Aan het slot van deze boeken benadrukt Wilkerson dat God hem op het hart heeft gedrukt dat Hij alles onder controle heeft.
Wilkerson kwam op 27 april 2011 om het leven bij een auto-ongeluk in de staat Texas.

## Persoonlijk
David Wilkerson en zijn vrouw Gwen hebben samen vier kinderen. Zijn zoon Gary Wilkerson heeft eveneens bekendheid als evangelist gekregen. Zo sprak hij in 2005 op de Nederlandse Opwekkingconferentie.